# Trzciniak (wzgórze)
Trzciniak (niem. Ramberg, 562 m n.p.m.) – częściowo zalesione wzniesienie położone w Górach Izerskich, na północnym przedpolu Grzbietu Kamienickiego, pomiędzy Chromcem i Kamienicą, na południe od Międzylesia.
Zbudowane jest ze skał metamorficznych – gnejsów i granitognejsów z wkładkami amfibolitów należących do bloku karkonosko-izerskiego, a ściślej jego północno-zachodniej części – metamorfiku izerskiego.